# Jakob Nedoh
Jakob Nedoh (ur. 1 października 1996 w Koprze) – słoweński zawodnik mieszanych sztuk walki (MMA) wagi półciężkiej. Aktualnie związany z organizacją Professional Fighters League, w której jest zwycięzcą europejskiego turnieju oraz posiadaczem pasa. Były zawodnik organizacji Brave CF oraz WFC.

## Życiorys
Nedoh wychował się i dorastał w Koprze. Już od najmłodszych lat miał styczność ze sportem, gdyż rodzice często zabierali go w góry, a latem nad morze, nad którym trenował sporty wodne, pływanie i nurkowanie. W późniejszym czasie zdobył licencję instruktora pływania. Jego ojciec jest byłym piłkarzem ręcznym. Jako dziecko trenował również lekkoatletykę, koszykówkę oraz podobnie jak swój ojciec, piłkę ręczną. Jak sam wspomina, ta dyscyplina dała mu bardzo wiele. W 2014 roku poszedł na pierwszy trening MMA ze swoim przyjacielem. Nedoh od razu zakochał się w tym sporcie. Następnie ukończył studia na Wydziale Sportowym w Lublanie.

## Osiągnięcia

### Mieszane sztuki walki
- Professional Fighters League
  - 2023: Mistrz i zwycięzca turnieju PFL Europe w wadze półciężkiej

## Lista zawodowych walk w MMA
| Wynik     | Bilans | Przeciwnik (bilans przed walką)    | Rozstrzygnięcie                              | Runda | Czas | Rozgrywki                           | Data       | Miejsce             | Uwagi                                                                                       |
| --------- | ------ | ---------------------------------- | -------------------------------------------- | ----- | ---- | ----------------------------------- | ---------- | ------------------- | ------------------------------------------------------------------------------------------- |
| Przegrana | 8-4    | Tom Breese (19-6)                  | Poddanie (dźwignia skrętowa na staw skokowy) | 1     | 1:39 | FNC 22: Fabjan vs. Kita             | 12.04.2025 | Lublana             | Debiut w FNC.                                                                               |
| Przegrana | 8-3    | Impa Kasanganay (16-4)             | TKO (przerwanie przez lekarza)               | 2     | 5:00 | PFL 5: 2024 Regular Season          | 21.06.2024 | Salt Lake City      | Playoffy sezonu regularnego PFL 2024 w wadze półciężkiej. co-Main Event                     |
| Przegrana | 8-2    | Dowledżchan Jagszimuradow (21-7-1) | KO (prawy overhand)                          | 1     | 2:54 | PFL 2: 2024 Regular Season          | 12.04.2024 | Las Vegas           | Playoffy sezonu regularnego PFL 2024 w wadze półciężkiej                                    |
| Wygrana   | 8-1    | Simeon Powell (9-0)                | TKO (ciosy pięściami w parterze)             | 2     | 1:16 | PFL Europe 4: 2023 Championships    | 08.12.2023 | Dublin              | Wygrał finał turnieju PFL Europe w wadze półciężkiej oraz zdobył turniejowy pas mistrzowski |
| Wygrana   | 7-1    | Anthony Salamone (8-1)             | TKO (cios pięścią w parterze)                | 1     | 1:35 | PFL Europe 3: 2023 Playoffs         | 30.09.2023 | Paryż               | Półfinał turnieju PFL Europe w wadze półciężkiej                                            |
| Wygrana   | 6-1    | Riccardo Nosiglia (8-3)            | TKO (ciosy pięściami)                        | 1     | 0:48 | PFL Europe 1: 2023 Regular Season   | 25.03.2023 | Newcastle upon Tyne | Debiut w PFL. Ćwierćfinał turnieju PFL Europe w wadze półciężkiej                           |
| Wygrana   | 5-1    | Ezequiel Silvino (6-2)             | TKO (ciosy pięściami)                        | 1     | 1:14 | VFN 5                               | 03.12.2022 | Celje               | Main Event                                                                                  |
| Wygrana   | 4-1    | Zvonimir Kralj (7-4)               | KO (ciosy pięściami)                         | 1     | 0:50 | BRAVE CF 56                         | 18.12.2021 | Belgrad             |                                                                                             |
| Wygrana   | 3-1    | Zarko Sedoglavic (2-0)             | TKO (ciosy pięściami)                        | 1     | 1:18 | Brave CF 34                         | 19.01.2020 | Lublana             | Debiut w Brave CF                                                                           |
| Wygrana   | 2-1    | Edoardo Lorenzetti (1-0)           | Poddanie (duszenie zza pleców)               | 1     | 3:27 | WFC 23: Uprising                    | 17.02.2019 | Lublana             |                                                                                             |
| Wygrana   | 1-1    | Nemanja Kukić (0-5)                | Poddanie (klucz na rękę)                     | 1     | 1:11 | CFC 4: Ring & Cage                  | 14.10.2017 | Lublana             |                                                                                             |
| Przegrana | 0-1    | Gordian Schober (0-0)              | Poddanie (dźwignia prosta na staw łokciowy)  | 1     | 3:22 | Final Fight Championship: Futures 4 | 21.11.2014 | Poreč               | Debiut w MMA                                                                                |